# ATC (A07)
Jest to część klasyfikacji anatomiczno-terapeutyczno-chemicznej:
- A – Przewód pokarmowy i metabolizm
  - A 01 – Preparaty stomatologiczne
  - A 02 – Leki stosowane w chorobach związanych z nadmierną kwasowością soku żołądkowego
  - A 03 – Leki stosowane w czynnościowych zaburzeniach przewodu pokarmowego
  - A 04 – Leki przeciwwymiotne i przeciw nudnościom
  - A 05 – Leki stosowane w chorobach dróg żółciowych i wątroby
  - A 06 – Leki przeczyszczające
  - A 07 – Leki przeciwbiegunkowe, przeciwzapalne i przeciwdrobnoustrojowe stosowane w chorobach przewodu pokarmowego
  - A 08 – Leki przeciw otyłości z wyłączeniem preparatów dietetycznych
  - A 09 – Leki poprawiające trawienie (włącznie z enzymami)
  - A 10 – Leki stosowane w cukrzycy
  - A 11 – Witaminy
  - A 12 – Preparaty uzupełniające niedobór składników mineralnych
  - A 13 – Leki wzmacniające
  - A 14 – Leki anaboliczne do stosowania ogólnego
  - A 15 – Leki zwiększające apetyt
  - A 16 – Inne leki działające na przewód pokarmowy i metabolizm

## A 07 A – Leki przeciwdrobnoustrojowe stosowane w chorobach przewodu pokarmowego
- A 07 AA – Antybiotyki
  - A 07 AA 01 – neomycyna
  - A 07 AA 02 – nystatyna
  - A 07 AA 03 – natamycyna
  - A 07 AA 04 – streptomycyna
  - A 07 AA 05 – polimiksyna B
  - A 07 AA 06 – paromomycyna
  - A 07 AA 07 – amfoterycyna B
  - A 07 AA 08 – kanamycyna
  - A 07 AA 09 – wankomycyna
  - A 07 AA 10 – kolistyna
  - A 07 AA 11 – ryfaksymina
  - A 07 AA 12 – fidaksomycyna
  - A 07 AA 12 – ryfamycyna
  - A 07 AA 51 – neomycyna w połączeniach
  - A 07 AA 54 – streptomycyna w połączeniach

- A 07 AB – Sulfonamidy
  - A 07 AB 02 – ftalilosulfatiazol
  - A 07 AB 03 – sulfaguanidyna
  - A 07 AB 04 – sukcynylosulfatiazol

- A 07 AC – Pochodne imidazolu
  - A 07 AC 01 – Mikonazol

- A 07 AX – Inne leki przeciwdrobnoustrojowe stosowane w chorobach przewodu pokarmowego
  - A 07 AX 01 – broksychinolina
  - A 07 AX 02 – acetarsol
  - A 07 AX 03 – nifuroksazyd
  - A 07 AX 04 – nifurzyd

## A 07 B – Leki adsorbujące
- A 07 BA – Węgiel aktywowany
  - A 07 BA 01 – węgiel aktywowany
  - A 07 BA 51 – węgiel aktywowany w połączeniach
- A 07 BB – Związki bizmutu
- A 07 BC – Inne leki adsorbujące
  - A 07 BC 01 – pektyny
  - A 07 BC 02 – kaolin
  - A 07 BC 03 – krospowidon
  - A 07 BC 04 – attapulgit
  - A 07 BC 05 – diosmektyt
  - A 07 BC 30 – połączenia
  - A 07 BC 54 – attapulgit w połączeniach

## A 07 C – Preparaty złożone zawierające elektrolity i węglowodany
- A 07 CA – Preparaty rehydratacyjne do podawania doustnego

## A 07 D – Leki hamujące perystaltykę przewodu pokarmowego
- A 07 DA – Leki hamujące perystaltykę przewodu pokarmowego
  - A 07 DA 01 – difenoksylat
  - A 07 DA 02 – opium
  - A 07 DA 03 – loperamid
  - A 07 DA 04 – difenoksyna
  - A 07 DA 05 – tlenek loperamidu
  - A 07 DA 05 – eluksadolin
  - A 07 DA 52 – morfina w połączeniach
  - A 07 DA 53 – loperamid w połączeniach

## A 07 E – Leki przeciwzapalne stosowane w chorobach przewodu pokarmowego
- A 07 EA – Kortykosteroidy do stosowania miejscowego
  - A 07 EA 01 – prednizolon
  - A 07 EA 02 – hydrokortyzon
  - A 07 EA 03 – prednizon
  - A 07 EA 04 – betametazon
  - A 07 EA 05 – tiksokortol
  - A 07 EA 06 – budezonid
  - A 07 EA 07 – beklometazon
- A 07 EB – Leki przeciwalergiczne z wyłączeniem kortykosteroidów
  - A 07 EB 01 – kwas kromoglikanowy
- A 07 EC – Kwas aminosalicylowy i inne podobne leki
  - A 07 EC 01 – sulfasalazyna
  - A 07 EC 02 – mesalazyna
  - A 07 EC 03 – olsalazyna
  - A 07 EC 04 – balsalazyd

## A 07 F – Preparaty przywracające prawidłową florę jelitową, hamujące biegunkę
- A 07 FA – Preparaty przywracające prawidłową florę jelitową, hamujące biegunkę
  - A 07 FA 01 – bakterie wytwarzające kwas mlekowy
  - A 07 FA 02 – saccharomyces boulardii
  - A 07 FA 03 – escherichia coli
  - A 07 FA 51 – bakterie wytwarzające kwas mlekowy w połączeniach

## A 07 X – Różne leki przeciwbiegunkowe
- A 07 XA – Inne leki przeciwbiegunkowe
  - A 07 XA 01 – białczan taniny
  - A 07 XA 02 – Ceratonia
  - A 07 XA 03 – związki wapnia
  - A 07 XA 04 – racekadotril
  - A 07 XA 06 – krofelemer
  - A 07 XA 51 – białczan taniny w połączeniach